# Yūdai Tanaka (Fußballspieler, 1988)
Yūdai Tanaka (japanisch 田中 雄大 Tanaka Yūdai; * 8. August 1988 in Yasu) ist ein japanischer Fußballspieler.

## Karriere
Tanaka erlernte das Fußballspielen in der Schulmannschaft der Yasu High School und der Universitätsmannschaft der Kansai-Universität. Seinen ersten Vertrag unterschrieb er 2011 bei Kawasaki Frontale. Der Verein spielte in der höchsten Liga des Landes, der J1 League. Für den Verein absolvierte er neun Erstligaspiele. Im August 2012 wechselte er zum Zweitligisten Tochigi SC. Für den Verein absolvierte er vier Ligaspiele. 2013 wechselte er zum Ligakonkurrenten Gainare Tottori. Für den Verein absolvierte er 33 Ligaspiele. 2014 wechselte er zum Ligakonkurrenten Mito HollyHock. Für den Verein absolvierte er 73 Ligaspiele. 2016 wechselte er zum Erstligisten Vissel Kobe. Für den Verein absolvierte er neun Erstligaspiele. 2017 wechselte er zum Ligakonkurrenten Hokkaido Consadole Sapporo. Für den Verein absolvierte er sechs Erstligaspiele. 2019 wechselte er zum Drittligisten Blaublitz Akita. Mit Blaublitz feierte er 2020 die Meisterschaft der dritten Liga und den Aufstieg in die zweite Liga.

## Erfolge
Blaublitz Akita
- J3 League: 2020  ▲